# SANSA航空32便墜落事故
SANSA航空32便墜落事故（サンサこうくう32びん ついらくじこ、英: SANSA Flight 32）とは、1990年1月15日にSANSA航空32便（CASA C-212 アヴィオカー）がサンホセのフアン・サンタマリーア国際空港を離陸後パルマ・スール空港へ向かう途中にコスタリカの山、セロ・セドラルへ墜落した事故である。

## 事故の経過
SANSA航空32便は現地時間8時25分にフアン・サンタマリーア国際空港から離陸し、5500フィートへの上昇を許可された。間もなく乗員は8500フィートへ上昇という別の指示を受けた。事故機は上昇の途中に7200フィートでセロ・セドラルに墜落し、搭乗していた乗客20人と乗員3人の全員が死亡した。
当時、この事故はCASA C-212 アヴィオカーが起こした事故の中で最悪のものであり、現在では5番目に最悪の事故である。この事故は現在、コスタリカで2番目に最悪な事故でもある。

## 調査
調査の結果、事故の主な原因は、航空交通管制と話し合って提示された飛行計画に従わなかったことであり、これにより航空機がVFRではなくIMCの条件の下で飛行することになったのであろうということがわかった。
補助要因には対地接近警報装置の欠如、パイロットの疲労、SANSA航空における飛行安全プログラムの欠如が含まれる。